# Glishades ericksoni
Il glishade (Glishades ericksoni) è un dinosauro erbivoro appartenente agli ornitopodi. Visse nel Cretaceo superiore (Campaniano, circa 75 milioni di anni fa) e i suoi resti fossili sono stati ritrovati in Nordamerica (Montana). È considerato uno stretto parente degli adrosauri (o dinosauri a becco d'anatra).

## Classificazione
Questo dinosauro è conosciuto esclusivamente per due premascelle parziali appaiate, ritrovate nella formazione Two Medicine in Montana. Nonostante i resti siano estremamente scarsi, i paleontologi sono stati in grado di riconoscere caratteristiche uniche dell'esemplare, che hanno permesso di distinguerlo dai contemporanei dinosauri a becco d'anatra. In particolare, Glishades non sembrerebbe essere un appartenente a questo gruppo a causa della mancanza del margine orale della premascella ripiegato in senso dorsomediale, una caratteristica che invece si riscontra negli adrosauri veri e propri. Un'analisi cladistica (Prieto-Marquez, 2010) mostra che Glishades potrebbe essere stato uno stretto parente del più noto Bactrosaurus, un ornitopode del Cretaceo superiore della Cina. Come quest'ultimo, anche Glishades doveva essere un erbivoro semibipede di grosse dimensioni. 